# Tom et Jerry Comédie Show
Pour les articles homonymes, voir Tom et Jerry (homonymie).
Tom et Jerry Show Tom et Jerry Kids
The Tom and Jerry Comedy Show (également connu sous le nom de The New Adventures of Tom and Jerry) est une série télévisée d'animation américaine produite par Filmation pour MGM Television, mettant en scène le duo de dessins animés Tom et Jerry. La série a été diffusée pour la première fois le 6 septembre 1980 sur CBS et s'est poursuivie jusqu'au 13 décembre de la même année. Ses épisodes ont été intégrés ultérieurement aux packages syndiqués de Tom and Jerry en 1983. La série a été diffusée au Royaume-Uni sur Pop en octobre 2013. Des épisodes de la série ont également été occasionnellement diffusés sur Cartoon Network et Boomerang.

## Distribution

### Voix françaises
- Roger Carel : le maître de Tom
- Jane Val : la maîtresse de Tom, voix secondaires
- Jacques Ferrière : voix secondaires

## Épisodes
1. Farewell, Sweet Mouse / Droopy's Restless Night / New Mouse in the House
2. Heavy Booking / Matterhorn Droopy / The Puppy Sitter
3. Most Wanted Cat / Pest in the West / Cat in the Fiddle
4. Invasion of the Mouse Snatchers / The Incredible Droop / The Plaid Baron Strikes Again
5. Incredible Shrinking Cat / Scared Bear / When the Rooster Crows
6. School for Cats / Disco Droopy / Pied Piper Puss
7. Under the Big Top / Lumber Jerks / Gopher It, Tom
8. Snowbrawl / Getting the Foot / Kitty Hawk Kitty
9. Get Along, Little Jerry / Star-Crossed Wolf / Spike's Birthday
10. No Museum Peace / A Day at the Bakery / Mouse Over Miami
11. The Trojan Dog / Foreign Legion Droopy / Pie in the Sky
12. Save That Mouse / Old Mother Hubbard / Say What?
13. Superstocker / Droopy's Good Luck Charm / The Great Mousini
14. Le Cousin de Jerry / The Great Diamond Heist / Mechanical Failure
15. A Connecticut Mouse in King Arthur's Cork / The Great Train Rubbery / Stage Struck